# Nils Wimer
Nils Wimer, född 12 juni 1862 i Nevishögs socken, Malmöhus län, död 5 maj 1928 i Sjöbo, var en svensk läkare.
Wimer, som var son till åbon Måns Nilsson och Kjersti Nilsdotter, blev student vid Lunds universitet 1883, medicine kandidat 1889 och medicine licentiat 1894. Han var praktiserande läkare i Halmstad 1894–1926 och innehade under denna tid ett flertal förordnanden som förste stadsläkare i Halmstads stad och biträdande provinsialläkare i Halmstads distrikt. Efter pensioneringen bosatte han sig i Sjöbo.